# Convento de São Francisco (Vila do Porto)

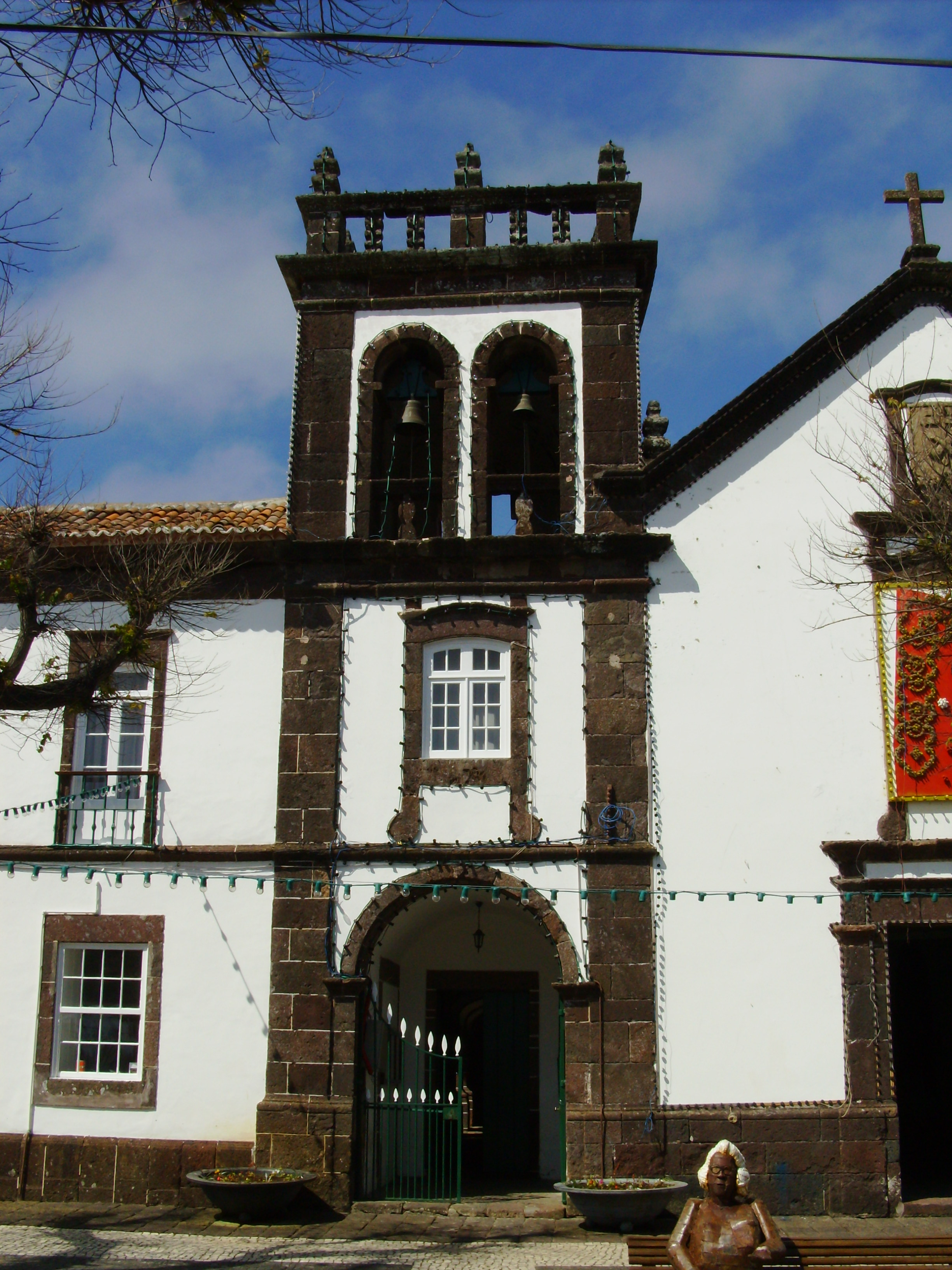
Convento de São Francisco: torre sineira.

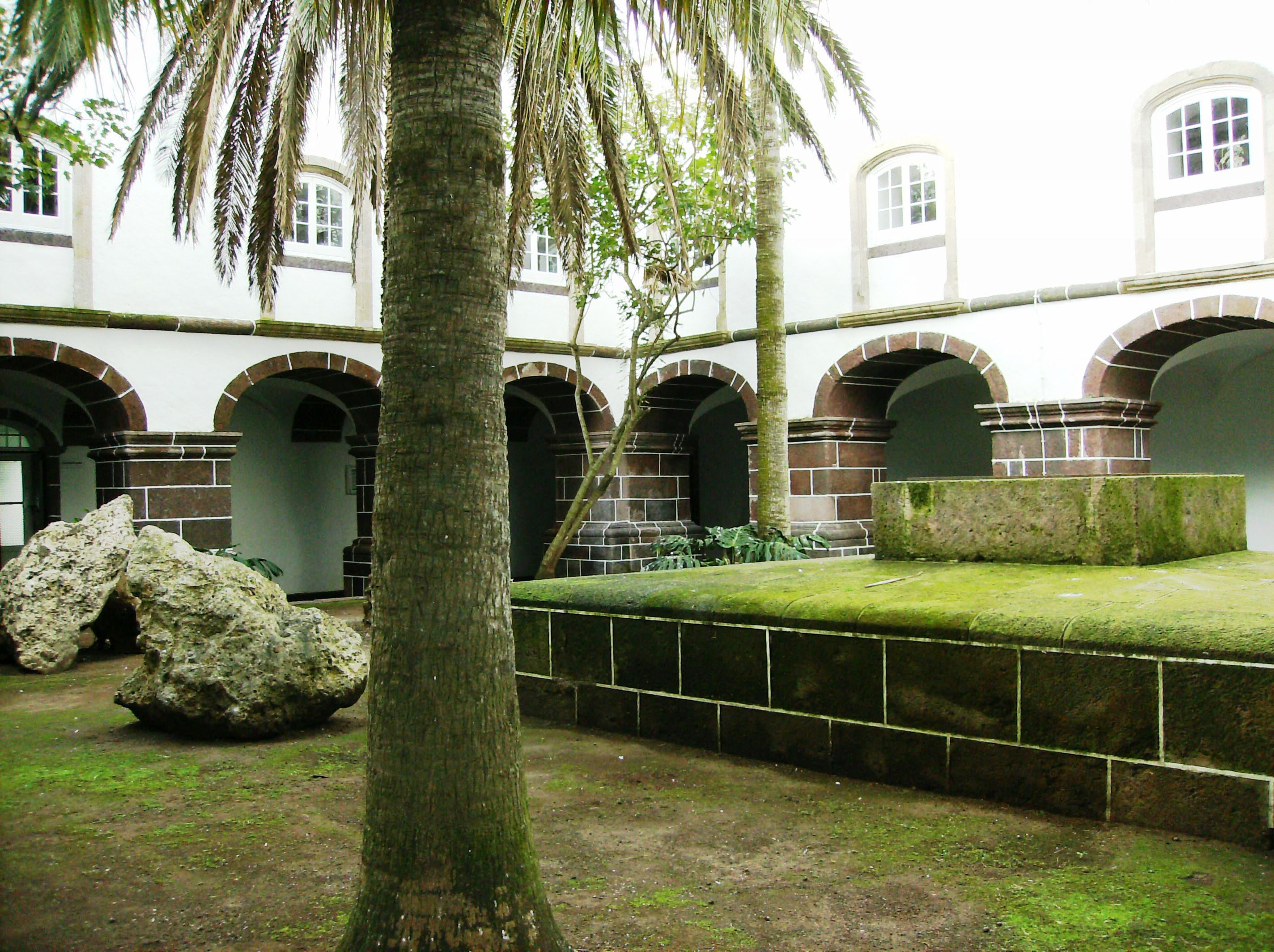
Convento de São Francisco: claustro. À direita, a cisterna.

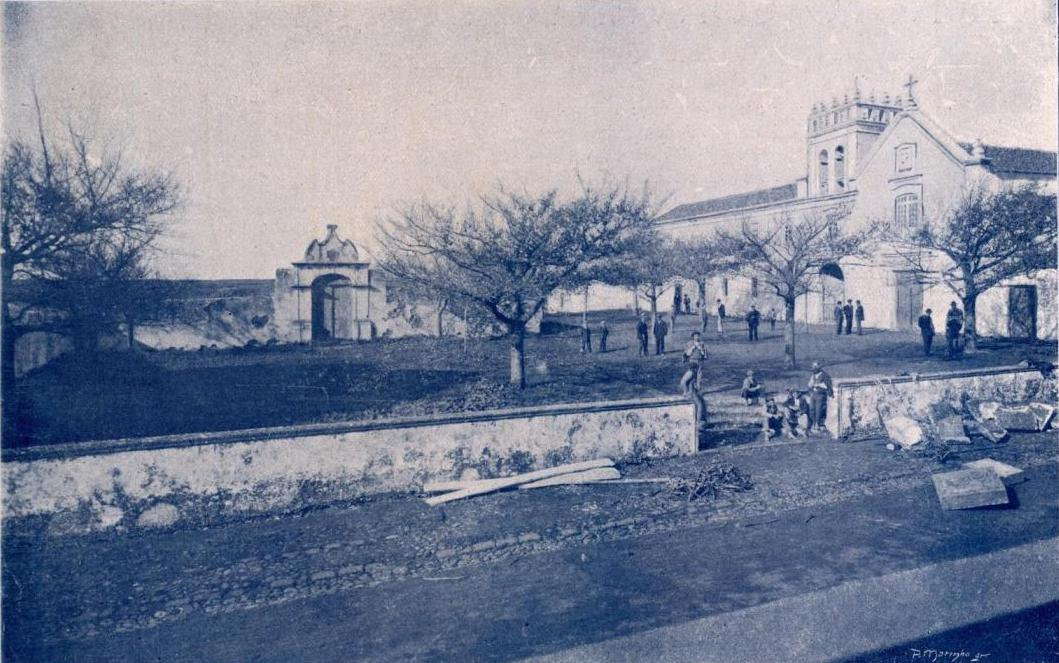
"Santa Maria - Egreja e extincto Convento dos Franciscanos (Álbum Açoriano, 1903).

O Convento de São Francisco de Vila do Porto, originalmente designado como Convento de Nossa Senhora da Vitória, localiza-se no largo de Nossa Senhora da Conceição, na freguesia da Vila do Porto, concelho da Vila do Porto, na ilha de Santa Maria, nos Açores.

## História
Não se encontram referências à ação ou à presença da Ordem dos Frades Menores na ilha de Santa Maria na crónica de Gaspar Frutuoso, de fins do século XVI. A esse respeito, frei Agostinho de Monte Alverne, no final do século XVII, em capítulo dedicado a este convento, refere:
"O muito reverendo padre mestre Fr. Manuel da Esperança, (...) em a sua segunda parte da História Seráfica, (...) faz três fundações do convento desta ilha. Da primeira só ele nos dá notícia: foi que, tanto que estas ilhas foram descobertas, acudiram logo os nossos frades a elas, a fazer povoação do Céu; foram alguns daqueles que, sendo na penitência admiráveis ao mundo, andaram fugindo dele pelas ilhas desertas, (...). Destes e de outros que de Portugal vieram, se ajuntaram nesta ilha e fizeram um limitado oratório, formando comunidade de prelado, com seus súbditos; como não tivessem licença da Santa Sé Apostólica, conhecendo esta falta, recorreram ao Papa Nicolau quinto, que lha concedeu a 28 de abril de 1450, (...) mas, em breve, esta planta se secou, por ser pequena, fraca nos edifícios e os moradores da ilha, além de poucos, pobres, sem posses para os sustentar; e assim foi perecendo às mãos da sua grande miséria. (...)
Em que lugar fundassem este limitado convento não sabemos; só do que temos notícia, conforme o diz o padre Frutuoso, que tem esta ilha um ilhéu, da banda do Norte, em Santa Ana, que chamam os ilhéus do Frade, onde se diz que saíram e estiveram algum tempo, junto a Nossa Senhora dos Anjos. Também achei outra tradição: que no adro do convento que existe hoje havia antigamente uma ermida de Nossa Senhora de Nazaré, que dizem fora o convento antigo, onde os frades moravam, e a ermida era de palha, e o mesmo seria o tugúrio onde os frades se recolhiam; (...).
Este estabelecimento inicial era portanto de reduzidas dimensões e condição precária, tendo os religiosos, por falta de recursos, decidido em 1456 passar à ilha Terceira. Com relação ao seu retorno, o mesmo autor informa:
Crescendo os moradores da ilha cresceu a devoção com eles de terem nela novo convento, (...).
Chegaram os dois fundadores (Pe. Frei Manuel do Corpo Santo e Fr. António da Piedade) a esta ilha em 17 de setembro de 1607, (...)."
Parte do terreno onde o segundo convento foi erguido havia sido doado em fins do século XVI por António Coelho, fidalgo natural de Guimarães, escudeiro da Casa de D. Duarte, e sua esposa, Catarina Vaz Velho, que desposou em Vila do Porto.
O convento teve a sua fundação aprovada em 1607, tendo as suas obras se iniciado a 27 de outubro do mesmo ano. MONTE ALVERNE (1986) refere ainda:
"É este convento dedicado à Virgem Santíssima da Vitória Nossa Senhora, cuja imagem veio do nosso convento da cidade de Ponta Delgada. (...)."
A primeira missa na igreja anexa foi celebrada a 26 de março de 1609.
O convento e a igreja foram saqueados por piratas da Barbária em 1616 e, novamente, em 1675. Com relação ao primeiro, MONTE ALVERNE (1986) conclui:
"(...) E ainda que o padre [Frei Manuel da] Esperança faça menção de três conventos nesta ilha, (...) contudo achamos que a primeira planta secou e a segunda é esta [de 1607], de que tratamos até agora, e a terceira vem a ser este segundo, porque foi reedificado quando os mouros saquearam esta ilha no ano de 1616 e o deixaram destruído."
Um escrito do padre Manuel Delgado Fragoso, dá conta de que o convento e a igreja foram edificados em 1725 por iniciativa de Frei Agostinho de São Francisco com esmolas suas e da população da ilha, conservando-se o sacrário, enquanto decorreram as obras, na capela do 2º capitão do donatário, João Soares de Albergaria (c. 1415 — 1499), onde então se celebraram os ofícios divinos. Por essa razão atribuía-se a Albergaria a fundação do convento, para o qual teria dado o terreno, dotando-o. Esse dote, entretanto, cessara em tempos remotos, não havendo mais memória da causa. Datam desta etapa construtiva os atuais claustro e jardim interior, assim como os painéis de azulejos na igreja.
Aqui eram ministradas, desde 1689, aulas de retórica e latim, abertas a todos os interessados independente de sua condição social, afamadas em todo o arquipélago. O currículo era então constituído por:
- Primeira classe de latim;
- Segunda classe de latim;
- Retórica (então chamada de "Aula prima"); e
- Teologia moral.

Em 1791, por provisão de Maria I de Portugal, "(...) se fez mercê ao guardião e mais religiosos do Convento de S. Francisco para que nele se estabelecesse uma cadeira de gramática latina paga pela Dona Senhora." Por Alvará de 23 de março de 1792 estabeleceu-se o ordenado do religioso que regeria a referida cadeira, e que o mesmo constaria da folha dos professores e mestre da comarca da ilha de Santa Maria.
Em 1806 o Príncipe-regente D. João (futuro João VI de Portugal) concedeu autorização a frei António de São João Evangelista para reger gramática latina, autorização esta renovada em 1815, mas a um regente não identificado.
No período de 1808 a 1822 o convento e a igreja foram ampliados, com recurso a esmolas dos marienses e de fiéis no Brasil, graças ao fervor de um frade micaelense: Frei Ignácio de Santa Maria. As obras foram dirigidas pelo padre-mestre Frei António de São João Evangelista.
No contexto da Guerra Civil Portuguesa (1828-1834), D. Pedro, 16º duque de Bragança, aboliu as Ordens Religiosas nos Açores por Decreto de 17 de maio de 1832. Em 18 de outubro de 1833 a Fazenda Nacional tomou posse do imóvel, tendo sido seu último guardião Frei Manuel de Santa Rita. Nas sua dependências foram instaladas as repartições públicas de Santa Maria, para o que foi concedida autorização provisória à Câmara Municipal de Vila do Porto por Portaria de 18 de junho de 1842 e definitiva, por Decreto de 30 de maio de 1903.
Foram-lhe procedidas obras de restauro em 1842, quando passou a abrigar os diversos serviços públicos, e mais recentemente, em 1979.
O conjunto encontra-se classificado como Imóvel de Interesse Público pelo Decreto nº 251/70, de 31 de julho de 1970, classificação consumida pela sua inclusão no conjunto classificado da Zona Classificada de Vila do Porto, pelo Decreto Legislativo Regional n.º 22/92/A, de 21 de outubro.
Atualmente, nas suas dependências encontram-se instalados a Câmara Municipal e outros organismos públicos como o Tribunal da Comarca de Vila do Porto e a Seção de Finanças e Tesouraria.

## Características
O conjunto é constituído, da esquerda para a direita da fachada principal, pela parte conventual, organizada em torno de um claustro de planta quadrangular, pela torre sineira, edificada sobre a portaria do convento, pela Igreja de Nossa Senhora da Vitória e pela Capela dos Terceiros. Adossada à fachada lateral direita da igreja encontra-se, além da Capela dos Terceiros, uma sucessão de volumes construídos que inclui uma capela lateral que abre para a nave da Igreja de Nossa Senhora da Vitória (Capela de Santo António) e a Capela do Santo Sepulcro que abria para a respectiva capela-mor.
A parte conventual ergue-se em dois pavimentos. As galerias do piso inferior do claustro são recobertas com abóbadas de arestas e abrem-se para o pátio, em cada um dos lados, através de quatro arcos abatidos apoiados em pilares de secção quadrada, excepcionalmente baixos e largos, com plintos, bases e capitéis salientes. No pavimento superior, fechado, há uma janela de peito a eixo de cada um dos arcos do piso térreo (todas aparentam ter sido de sacada). As galerias deste pavimento são recobertas por abóbadas de berço que se cruzam nos ângulos formando arestas. No pátio existem algumas espécies arbóreas e uma cisterna descentrada, com a data de 1680 num dos lados.
A torre sineira, de planta quadrangular, divide-se internamente em três pavimentos. No térreo, correspondente à portaria, apresenta um vão com arco de volta perfeita sobre impostas. No pavimento intermédio abre-se um vão com verga curva, encimada por cornija, cujas ombreiras se prolongam até às faixas separadoras dos pisos. O pavimento superior tem dois vãos, com sinos, rematados em arcos de volta perfeita sobre impostas. É encimado por faixa, cornija e balaustrada com pináculos.